# Campanula raddeana
Campanula raddeana är en klockväxtart som beskrevs av Ernst Rudolf von Trautvetter. Campanula raddeana ingår i släktet blåklockor, och familjen klockväxter. Inga underarter finns listade i Catalogue of Life.

## Bildgalleri

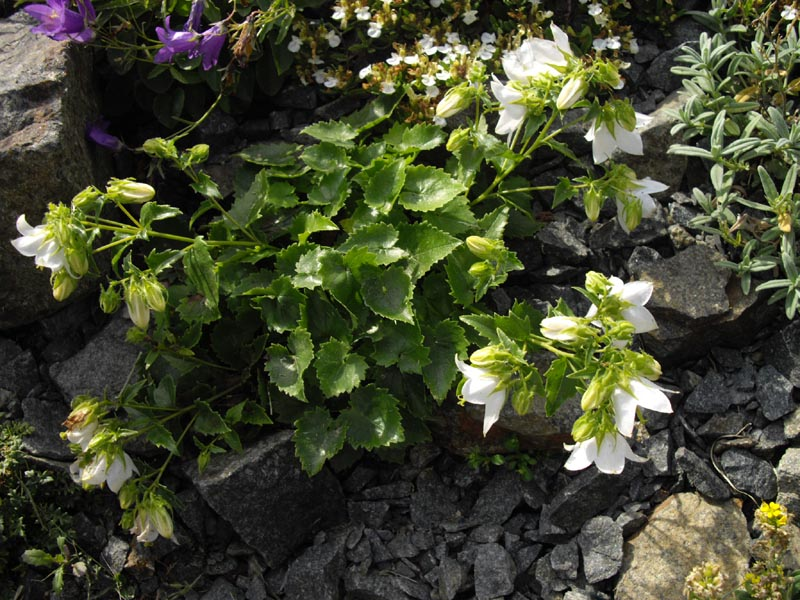
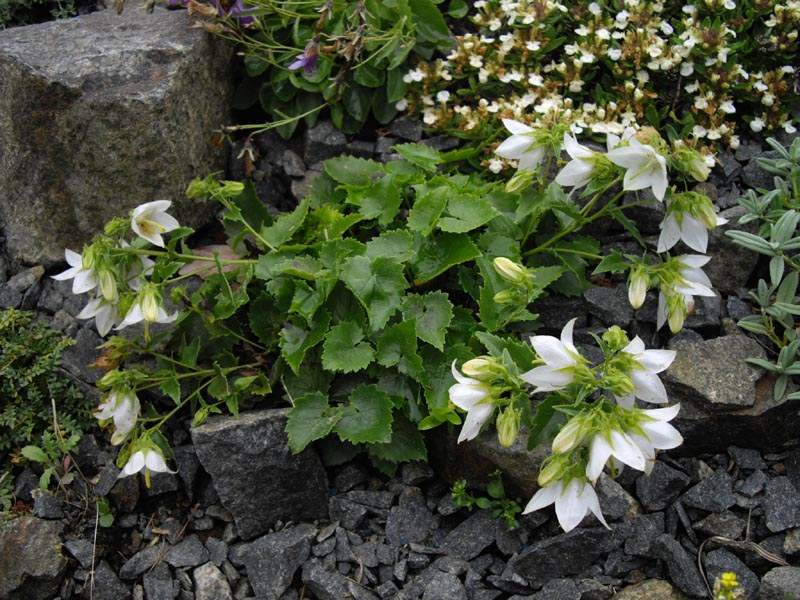
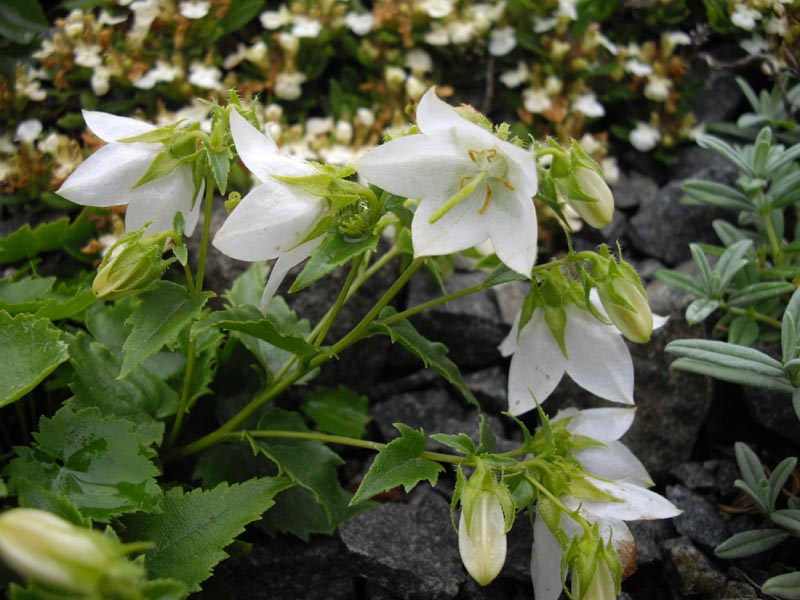